# 洗象池
洗象池，又称天花禅院，位于中国四川峨嵋山上，汉族地区佛教全国重点寺院之一。2007年6月1日公佈為四川省第七批文物保護單位。

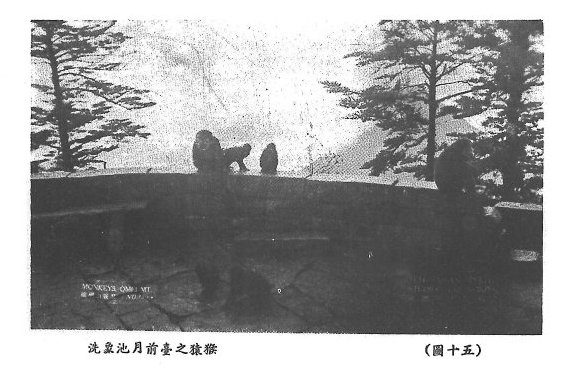
洗象池月前臺之猿猴

## 简介
洗象池是峨眉山赏月最佳之地。该寺创建于明朝，起初为僧侣待客的小庵，清朝康熙年间行能法师扩建为“天花禅院”，因寺内有石砌六方水池，相传普贤菩萨乘白象过此并浴象，后改为“洗象池”。现有弥勒殿、大雄宝殿、观音殿及藏经楼、客寮等。其中客寮中有民国时期冯玉祥将军赠送的十二把楠木椅，椅背有字“提倡佛教，改善人心，精诚团结，实现和平”。 